# Teoria degli insiemi
La teoria degli insiemi è una teoria matematica posta ai fondamenti della matematica stessa, collocandosi nell'ambito della logica matematica. 
Prima della prima metà del XIX secolo la nozione di insieme veniva considerata solo come qualcosa di intuitivo e generico. La nozione è stata sviluppata nella seconda metà del XIX secolo dal matematico tedesco Georg Cantor, è stata al centro dei dibattiti sui fondamenti dal 1890 al 1930 ed ha ricevuto le prime sistemazioni assiomatiche per merito di Ernst Zermelo, Adolf Fraenkel, Paul Bernays, Kurt Gödel, John von Neumann e Thoralf Skolem, Gottlob Frege (le convenzioni linguistico-formali, come il quantificatore universale ed esistenziale) e Giuseppe Peano (notazione e sintassi). In questo periodo si sono assestati due sistemi di assiomi chiamati sistema assiomatico di Zermelo-Fraenkel e sistema assiomatico di Von Neumann-Bernays-Gödel.
Successivamente si sono affrontate le tematiche riguardanti il problema della completezza dei sistemi di assiomi (v. teorema di incompletezza di Gödel), i rapporti con la teoria della calcolabilità (vedasi anche macchina di Turing) e la compatibilità dei sistemi di assiomi con l'assioma della scelta e con assiomi equivalenti o simili. Accanto a differenti consolidate teorie formali degli insiemi (vedi anche teoria assiomatica degli insiemi) esistono esposizioni più intuitive che costituiscono la cosiddetta teoria ingenua degli insiemi. 
Elenchiamo le entità principali della teoria degli insiemi.

## Nozioni di base
- elemento
- insieme, chiamato anche assieme, aggregato, collezione, set
- sottoinsieme
- filtro
- ultrafiltro

## Operatori e costruzioni
- unione: {\displaystyle \cup } (OR nell'Algebra di Boole)
- intersezione: {\displaystyle \cap } (AND nell'Algebra Booleana)
- complemento: {\displaystyle ^{C}} (NOT nell'Algebra Booleana)
- differenza: {\displaystyle \setminus }
- differenza simmetrica: {\displaystyle \Delta } (XOR nell'Algebra Booleana)
- prodotto cartesiano: {\displaystyle \times }
- somma disgiunta: {\displaystyle +}
- insieme potenza o insieme delle parti: {\displaystyle {\mathcal {P}}}

## Relazioni
- appartenenza: {\displaystyle \in }
- uguaglianza: {\displaystyle =}
- inclusione: {\displaystyle \subseteq }
- disgiunzione
- relazioni su un insieme
- non confrontabilità

## Insiemi delle diverse cardinalità e controllabilità
- Insieme vuoto: {\displaystyle \emptyset }

- Insieme finito

- Insieme numerabile

- Insieme ricorsivo

- Insieme ricorsivamente enumerabile

- Insieme con la potenza del continuo

- Cardinalità

- Numero transfinito

## Insiemi numerici
- numeri naturali
- numeri interi o numeri relativi
- numeri razionali
- numeri reali
- numeri irrazionali
- numeri algebrici
- numeri trascendenti
- numeri costruibili
- numeri complessi